# Daily Express
Daily Express este un tabloid britanic ce apare zilnic pe piața din Regatul Unit și care a fost fondat în anul 1900. Este foarte apreciat de adulți pentru conservatorismul de care a dat dovadă de-a lungul timpului.
Din anul 2000, Daily Express este deținut de compania media Northern & Shell, aflată în proprietatea omului de afaceri Richard Desmond.
În anul 1936, ziarul avea cel mai mare tiraj din toată lumea - 2,5 milioane exemplare. În februarie 2008, Daily Express avea un tiraj zilnic de 761.637 de exemplare.
În februarie 2018, Trinity Mirror a achiziționat Daily Express și alte active editoriale ale Northern & Shell într-un acord în valoare de 126,7 milioane de lire sterline. În același timp, grupul Trinity Mirror și-a schimbat numele companiei în Reach.